# Joe Spano
Joseph Peter "Joe" Spano, född 7 juli 1946 i San Francisco i Kalifornien, är en amerikansk skådespelare. 
Han är mest känd för rollen som polisen Henry Goldblume i TV-serien Spanarna på Hill Street samt en återkommande gästroll som FBI-agenten Tobias Fornell i NCIS.

## Filmografi (urval)
- 1973 – American Graffiti
- 1974 – San Francisco (TV-serie) (1 avsnitt)
- 1976 – Hårdingen
- 1979 – På första sidan (TV-serie) (2 avsnitt)
- 1981–1987 – Spanarna på Hill Street (TV-serie) (144 avsnitt)
- 1986 – Bibelns äventyr (TV-serie) (röstroll, 1 avsnitt)
- 1988 – Lagens änglar (TV-serie) (1 avsnitt)
- 1989 – En röst i natten (TV-serie) (1 avsnitt)
- 1995 – Apollo 13
- 1995–1996 – Murder One (TV-serie) (15 avsnitt)
- 1996 – Primal Fear
- 1997 – Arkiv X (TV-serie) (2 avsnitt)
- 1998 – Nash Bridges (TV-serie) (1 avsnitt)
- 1998 – Från jorden till månen (TV-serie) (1 avsnitt)
- 1998 – På heder och samvete (TV-serie) (1 avsnitt)
- 2000 – Strong Medicine (TV-serie) (1 avsnitt)
- 2001–2003 – På spaning i New York (TV-serie) (16 avsnitt)
- 2001 – Providence (TV-serie) (3 avsnitt)
- 2001 – Ticker
- 2002 – Static Shock (TV-serie) (röstroll, 1 avsnitt)
- 2003 – Boomtown (TV-serie) (1 avsnitt)
- 2003–2024 – NCIS (TV-serie) (TV-serie) (58 avsnitt)
- 2006 – Hollywoodland
- 2006 – Jordan, rättsläkare (TV-serie) (1 avsnitt)
- 2006 – Standoff (TV-serie) (1 avsnitt)
- 2006 – The Closer (TV-serie) (1 avsnitt)
- 2008 – Frost/Nixon
- 2008 – Shark (TV-serie) (1 avsnitt)
- 2010 – In Plain Sight (TV-serie) (1 avsnitt)
- 2012 – The Mentalist (TV-serie) (1 avsnitt)
- 2014 – NCIS: New Orleans (TV-serie) (1 avsnitt)